# Vinnie Vincent Invasion
Vinnie Vincent Invasion es una banda de Glam metal formada por el cantante y guitarrista Vinnie Vincent, conocido por haber reemplazado a Ace Frehley en la banda Kiss, tras participar en los álbumes Creatures of the Night y Lick It Up de dicha agrupación.

## Historia

### Los orígenes
Todo se remonta a la primera formación de Warrior, que incluía al propio Vincent y los ex-New Englanders Hirsh Gardner ( batería ), Gary Shea ( bajo ) y Jimmy Waldo ( teclados ). Estos, abandonados por su cantante / guitarrista John Fannon , incluso tuvieron que mudarse a Los Ángeles para poder involucrar al caprichoso guitarrista en el renacimiento de su grupo que, al final, incluso cambió de nombre. Todo saltó, sin embargo, luego de varias demos (en las que participó como cantante el futuro vocalista de Toto Fergie Frederiksen ) debido a la llamada de Vinnie en Kiss.. Gardner se mantuvo seco (también con respecto a los créditos futuros de la Invasión), mientras Shea y Waldo participaron en la nueva aventura de Graham Bonnet con su Alcatrazz .

### Kiss
Vinnie Vincent participó en la grabación y composición de Creatures of the Night como reemplazo de Ace Frehley pero, oficialmente se unió a Kiss cuando este último no se presentó para participar en la gira. Así, junto con Vincent, Kiss también grabó Lick It Up en 1983, en el que participó en la redacción de ocho de las diez pistas del disco. Después de eso, al no aceptar someterse a los únicos acuerdos de "participación" en el grupo, no fue confirmado para la segunda serie de conciertos. Pero, después de que Frehley se negó a unirse a la banda, los dos líderes de Kiss (Gene Simmons y Paul Stanley) se vieron obligados a llamarlo para continuar la gira para apoyar el álbum. La fricción entre el guitarrista y los miembros fundadores no pareció disminuir, y esta vez Stanley y Simmons lo despidieron definitivamente en marzo de 1984, reemplazándolo por Mark St. John . Gene Simmons afirmó que Vincent fue expulsado de la banda debido a su comportamiento inmoral. Más tarde, en 1986, Vinnie Vincent reclamó una compensación de $ 6 millones de la gerencia del grupo por los derechos de autor denegados en algunas canciones, sin embargo, perdió el caso y no recibió nada.

### Invasión
Luego de esta experiencia con una de las bandas más famosas de la historia del rock, que le dio al músico una gran reputación, Vincent decidió fundar su proyecto, que comenzó oficialmente en 1985, Vinnie Vincent Invasion. El nombre Invasion había sido "robado" del proyecto del guitarrista Greg Leon, ex músico de sesión de Quiet Riot y Dokken, que ya había fundado Greg Leon Invasion unos cinco años antes. El personal de Chrysalis Records (sello de Vincent) telefoneó a Leon para invitarlo a dejar de usar el nombre de Invasion, pero el guitarrista, a través de su abogado, llegó a un acuerdo con Vinnie Vincent, gracias al cual Leon le permitió usar el nombre durante siete años..
Al firmar con Chrysalis Records, Vincent reclutó a Dana Strum, el primer bajista de Ozzy Osbourne que presentó a Randy Rhoads al cantante, y más tarde a Jake E. Lee La formación fue completada por el baterista Myron Grombacher (exmiembro de las bandas de Pat Benatar y Rick Derringer) y el cantante sueco Göran Edman. Invasion grabó algunos demos, pero Edman pronto dejó el grupo para colaborar por primera vez con Swedish Erotica en 1987. Después de varias búsquedas se reclutó al cantante Robert Fleischman, quien había tocado durante un período en Journey en 1977 como el primer cantante y fue considerado por el mismo Vincent para Warrior (el grupo que fundó antes de unirse a Kiss). Esta formación de Vinnie Vincent Invasion grabó su primer demo en 1985. Poco después, Texan Bobby Rock reemplazó a Grombacher, quien se unió a la banda de Lita Ford como baterista con quien grabó varios álbumes durante la década de 1980.
La formación bien establecida debutó con el homónimo Vinnie Vincent Invasion en 1986. El álbum, caracterizado por sonidos melódicos puramente heavy metal, también presenta numerosos virtuosismos de Vincent, definido por muchos como un talento subestimado. El disco tuvo un buen éxito de crítica y público. De inmediato se notó cómo Fleischman se distinguía en la mirada de sus compañeros, quienes exhibían un atuendo glamuroso, mientras que estos últimos se negaban a seguir su elección, sin adoptar el pelo largo y peinado hacia atrás; además, la cantante ni siquiera mostró interés en emprender la gira con el grupo [8] . Como era de esperar, Vincent fue persuadido de eliminar a Fleischman recurriendo a Mark Slaughter., que connotaba habilidades vocales en el mismo estilo que su predecesor.
Algunos rumores no confirmados afirmaron que Mark Slaughter fue la elección inicial de Vinnie, pero perdió sus referencias y ya no pudo contactarlo. Con solo una cinta de demostración de Slaughter, Vinnie reclutó a Fleischman y le pidió que imitara el estilo de falsete de Slaughter. Las canciones " Animal ", " Twisted " y " I Wanna Be Your Victim " fueron escritas por Vincent para el disco Kiss Animalize de 1984, pero con su fallecimiento, Vincent finalmente decidió lanzarlas en el álbum en solitario [7] .
El grupo, enlistado al nuevo integrante, filmó el videoclip de la canción " Boyz Are Gonna Rock ", en la que participaba Slaughter, aunque la voz siguió siendo la de la canción original grabada por Fleischman [8] . La banda luego tocó junto a Alice Cooper y Iron Maiden durante 1986 [8] . Algunos aficionados inicialmente se confundieron, creyendo que Slaughter era Fleischman con peluca [8] , pero pronto se acostumbraron al nuevo cantante. Además, John Norum , guitarrista de Europa , lanzó su debut en solitario Total Control en 1987 con la reinterpretación de la canción " Back on the Streets"."por Vinnie Vincent Invasion [8] .
Con Slaughter, la banda grabó su segundo álbum All Systems Go en 1988. La canción " Love Kills " se incluyó en la banda sonora de Nightmare 4 - The non-awakening [8] . El álbum no resultó ser tan popular como el anterior, también debido a las tensiones internas entre Slaughter y Vincent. Algunos rumores afirmaron que la causa de la disolución fue el hecho de que Vincent siempre quiso estar en el centro de atención, aparentemente por la misma razón por la que fue retirado de Kiss. Esta alineación de Invasion se disolvió en agosto del mismo año. De hecho, la banda anunció oficialmente su disolución el 26 de agosto de 1988 en un show en Anaheim , California .

### Después de la disolución
Strum y Slaughter mantuvieron el contrato con Chrysalis Records y unos meses después fundaron Slaughter , con lo que se embarcaron en una próspera carrera. Bobby Rock, tocó en varias bandas como Nitro , Nelson y Hardline [8] .
Durante 1989, Vincent se puso en contacto con Göran Edman para reconstruir el proyecto Invasion y lanzar un posible tercer álbum [8] . El bajista Chris Lee y el baterista Andre LaBell también estuvieron involucrados , pero esta formación no fue seguida ya que Edman optó por unirse a la banda de Yngwie Malmsteen .
Vinnie decidió continuar el proyecto con Robert Fleischman. Este cartel, formado por Vincent, Fleischman y Andre LaBell, ha actuado en algunos conciertos de los últimos años. Aseguraron un contrato con Enigma Records y lanzaron la demo Guitars from Hell primero y luego el álbum real. Desafortunadamente, el contrato fracasó cuando Enigma declaró el banco roto y se incorporó a Capitol Records [8] . El álbum nunca vio la luz, al menos oficialmente. De hecho, se distribuyeron varios piratas a lo largo de los años. El disco se grabó entre 1989 y 1991. Mientras que las pistas " Full Shred " y " Wild Child " se incluyeron en el EPEuforia unos años después.
Vinnie intentó continuar con el proyecto Invasion y decidió lanzar el álbum Guitars from Hell con otro nombre, que estaba programado para ser lanzado en 1997. Este incluía las pistas que ya estaban incluidas en el álbum anterior sin realizar, pero con la lista de canciones y algunos títulos cambiados. . Se suponía que el nombre original del álbum era "Revenge". En ese momento, Vinnie colaboraba con Kiss en su nuevo álbum. A Gene Simmons le gustó el título que se suponía que tenía el álbum de Vincent, y le preguntó si podía usarlo para nombrar el nuevo álbum de Kiss. Vinnie aceptó y Kiss en 1992 lanzó el álbum Revenge en el que Vincent colaboró en la composición de algunas canciones. Vinnie luego decidió usar el título Guitarmageddon para elSin embargo, Guitars from Hell fue lanzado extraoficialmente).
A mediados de los noventa Vincent lanzó un EP que constaba de cuatro canciones que deberían haber aparecido en álbumes no realizados. Este fue el EP de cuatro pistas Euphoria , lanzado en 1996 para el propio sello de Vincent, Metaluna Records [8] . Robert Fleischman participó en las grabaciones del disco, mientras que Vincent también cubrió el papel de bajista.
Las noticias del proyecto de Vinnie Vincent surgieron en 2004 con Archive Volumes I: Speedball Jamm . Este EP estaba compuesto por antiguas grabaciones de Vinnie Vincent Invasion durante el tiempo con Mark Slaughter. Mientras tanto, también se lanzó una colección de edición limitada de dos CD para una tirada de mil copias, titulada Edición Especial , que recogía el material de los dos primeros álbumes.

## Reaparición y actualidad
El 20 de enero de 2018, Vinnie Vincent reapareció públicamente después de más de veinte años en una exposición sobre Kiss en Atlanta. Interpretó la canción Back On The Streets, durante la que apareció sorpresivamente el vocalista Robert Flesichman con el cual cantó varios versos.
En una rueda de prensa concedida después de la interpretación, Vincent aseguró que “tenía muchas ganas de volver a los escenarios” y aseguró que en un futuro, sin dar una fecha concreta, habría una reunión de la formación original de Vinnie Vincent Invasion, disuelto en 1988.

## Curiosidad
- La canción " Boyz Are Gonna Rock " fue escrita y grabada originalmente en 1978 por el grupo anterior a Kiss de Vincent llamado Warrior (que también incluía a Robert Fleischman). Con la disolución de la banda la canción fue archivada. Cuando Vincent se unió a Kiss, planeó reutilizarlo. Se suponía que la canción aparecería bajo el título " And on the Eighth Day " en el álbum de 1983 de Kiss Lick It Up.
- El primer cantante de Vinnie Vincent Invasion fue Göran Edman , quien más tarde colaborará con varios otros artistas, incluida la banda sueca Swedish Erotica , que abandonó prematuramente, luego con John Norum de Europa y con Yngwie Malmsteen.
- John Norum , guitarrista de Europa , lanzó su debut en solitario Total Control en 1987 con la canción " Back on the Streets " en su interior . El disco contó con el primer cantante de Vinnie Vincent Invasion, Göran Edman.
- El primer baterista de la banda fue Myron Grombacher, con quien Invasion solo grabará algunos demos. Pronto será reemplazado por el baterista indefinido Bobby Rock . Grombacher se abrirá camino con la banda de Lita Ford , con la que grabará varios discos.
- El video de " Boyz Are Gonna Rock " presentó a Mark Slaughter reemplazando a Robert Fleischman, a pesar de que la canción fue grabada con la voz de Fleischman. Este último no participó en el video ya que fue retirado de la banda poco después del lanzamiento del álbum .
- Ace Frehley , el primer guitarrista solista de Kiss, grabó una demo de " Back on the Streets " en 1985.
- La canción " Love Kills " fue parte de la banda sonora de la película Nightmare 4 - The non awakening . El videoclip también se rodó con algunas escenas de la película.
- El último sencillo del segundo álbum, " That Time of Year ", tenía a la banda acreditado como "Vinnie Vincent Invasion with Mark Slaughter". Vincent fue así acusado por los miembros de la banda, como antes con Kiss, de querer siempre ser el centro de atención y el centro de atención.

## Integrantes

### Actuales
- Vinnie Vincent - guitarra y voz secundaria (1985-1988)
- Dana Strum - bajo (1985-1988)
- Bobby Rock - batería (1985-1988)
- Mark Slaughter - voz (1986-1988)

### Miembros anteriores
- Göran Edman - voz (1985)
- Myron Grombacher - batería (1985)
- Robert Fleischman - voz (1985-1986)

## Discografía
- 1986 –  Vinnie Vincent Invasion
- 1988 – All Systems Go

### EP
- 1996 - Euphoria / The Ep (acreditado como el álbum de Vinnie Vincent)
- 2004 - Archives, Volume 1 - Speedball Jamm (acreditado como el álbum de Vinnie Vincent)

### Colecciones
- 2003 - Special Edition

## Videoclips
- 1986 – Boyz Are Gonna Rock
- 1988 – Love Kills
- 1988 – That Time of Year

### Sencillos
- Final Jam (1988)
- Love Kills(album) (1989)
- Live at Celeb Theater (1990)
- Guitars From Hell (1992)
- italian fans (1993)
- Special Edition the Vinnie Vincent Invasion  (1998)
- Sneak Peek Medley (1999)

## Lista de canciones
| LP original |                          |                                   |          |  |
| N.º         | Título                   | Música                            | Duración |  |
| 1.          | «Boyz Are Gonna Rock»    | Vinnie Vincent                    | 4:54     |  |
| 2.          | «Shoot U Full of Love»   | Vinnie Vincent                    | 4:44     |  |
| 3.          | «No Substitute»          | Vinnie Vincent                    | 3:52     |  |
| 4.          | «Animal»                 |                                   | 5:33     |  |
| 5.          | «Twisted»                | Vinnie Vincent                    | 4:49     |  |
| 6.          | «Do You Wanna Make Love» | Vinnie Vincent, Robert Fleischman | 3:23     |  |
| 7.          | «Back on the Streets»    | Vinnie Vincent, Richard Friedman  | 4:50     |  |
| 8.          | «I Wanna Be Your Victim» | Vinnie Vincent                    | 4:36     |  |
| 9.          | «Baby-O»                 | Vinnie Vincent                    | 3:43     |  |
| 10.         | «Invasion»               | Vinnie Vincent, Robert Fleischman | 7:50     |  |
| 47:52       |                          |                                   |          |  |

### All Systems Go
| N.º | Título              | Duración |  |
| 1.  | «Ashes to Ashes»    | 5:05     |  |
| 2.  | «Dirty Rhythm»      | 3:38     |  |
| 3.  | «Love Kills»        | 5:36     |  |
| 4.  | «Naughty Naughty»   | 3:30     |  |
| 5.  | «Burn»              | 4:38     |  |
| 6.  | «Let Freedom Rock»  | 4:44     |  |
| 7.  | «That Time of Year» | 4:11     |  |
| 8.  | «Heavy Pettin'»     | 4:38     |  |
| 9.  | «Ecstasy»           | 4:40     |  |
| 10. | «Deeper and Deeper» | 3:55     |  |
| 11. | «Breakout»          | 4:01     |  |

| Compact Disc Bonus Tracks |                                            |          |  |
| N.º                       | Título                                     | Duración |  |
| 12.                       | «The Meltdown» (instrumental)              | 2:01     |  |
| 13.                       | «'Ya Know' I'm Pretty Shot» (instrumental) | 4:07     |  |

### Euphoria / The Ep(álbum acreditado a Vinnie Vincent)
Todas las canciones escritas y compuestas por Vinnie Vincent. 
| N.º | Título            | Duración |  |
| 1.  | «Euphoria»        | 5:21     |  |
| 2.  | «Get the Led Out» | 6:14     |  |
| 3.  | «Wild Child»      | 5:11     |  |
| 4.  | «Full Shredd»     | 4:56     |  |

### Special Edition
1. Boyz Are Gonna Rock– 4:56
2. Shoot U Full of Love –  4:42
3. No Substitute – 3:52
4. Animal – 4:39
5. Twisted – 4:33
6. Do You Wanna Make Love – 3:22
7. Back on the Streets – 4:48
8. I Wanna Be Your Victim – 4:35
9. Baby-O – 3:44
10. Invasion – 5:24
11. Ashes to Ashes – 6:02
12. Dirty Rhythm – 3:37
13. Love Kills – 5:33
14. Naughty Naughty – 3:29
15. Burn –  4:37
16. Let Freedom Rock – 5:30
17. That Time of Year – 4:42
18. Heavy Pettin' – 4:10
19. Ecstasy – 4:35
20. Deeper and Deeper – 3:54
21. Breakout – 3:59

### Archives, Volume 1 - Speedball Jamm
- Shredd 1 - Solo
- Shredd 2 - Batería y Bajo
- Shredd 3 - Solo
- Speedball I
- Speedball II
- Speedball III
- Speedball IV
- Speedball V
- Shredd 4 - Solo
- Speedball (Live)